# Ni vue, ni connue (téléfilm)
Pour les articles homonymes, voir Ni vu, ni connu.
Ni vue, ni connue (Pretend You Don't See Her) est un téléfilm anglo-canado-américain de René Bonnière, diffusé en 2002, adaptation du roman policier éponyme de Mary Higgins Clark.

## Synopsis
Alors qu'elle s'apprête à vendre un appartement situé à Manhattan, Lacey Farrel, jeune agent immobilier, est témoin du meurtre de la propriétaire. Celle-ci venait de lui révéler des informations sur la mort de sa fille à la suite de la découverte de son journal intime. Lacey en sait trop ; sa vie bascule. Protégée par la police et poursuivie par le tueur, elle est contrainte de changer d'identité et de vie : la traque commence.

## Distribution
- Emma Samms : Lacey Farrel
- Hannes Jaenicke : Curtis Cadwell Blake
- Beau Starr : détective Ed Sloan